# Geoda de Pulpí
La geoda de Pulpí, también llamada geoda de Pilar de Jaravía o geoda gigante de Pulpí, es una geoda gigante, tapizada por enormes cristales de selenita, una variedad transparente o translúcida de yeso. Está localizada en el interior de la Mina Rica, situada en la ladera oriental de la sierra del Aguilón, en la pedanía de Pilar de Jaravía, término municipal de Pulpí (Almería, Andalucía, España).  
Se trata de la geoda más grande del mundo descubierta hasta la actualidad, ya que la cueva de los Cristales en Naica, estado de Chihuahua, México, no puede considerarse una geoda en sentido estricto al no estar totalmente tapizada de cristales.  

## Descubrimiento
Fue descubierta por miembros del Grupo Mineralogista de Madrid en diciembre de 1999.

## Descripción y dimensiones
Se trata de la geoda más grande del mundo descubierta hasta la actualidad al ser una cavidad que se encuentra totalmente tapizada de cristales, en este caso cristales de yeso selenítico. Son reseñables sus dimensiones, así como la transparencia y perfección de los cristales de yeso que tapizan su interior que llegan a alcanzar hasta 2 metros de longitud.
Ocupa un volumen hueco de 10,7 m³ (8 m de largo, por 1,8 m de ancho, por 1,7 m de alto) y está situada a 60 m de profundidad entre el tercer y cuarto nivel de explotación de Mina Rica, antigua mina de hierro, plomo y plata.

## Génesis
La formación de la geoda de Pulpí responde a un proceso mixto kárstico-hidrotermal por el cual en una primera fase se produjo la disolución de la dolomía y posteriormente, en una segunda fase, a la formación de los cristales de yeso en su interior gracias, entre otros factores, a la inyección de aguas hidrotermales asociados al vulcanismo residual de Cabo de Gata, que llevaban en disolución los compuestos necesarios para el posterior desarrollo de los cristales.
La génesis de la geoda responde a un proceso en dos etapas:
1. Una primera etapa de formación del hueco mediante un proceso kárstico (acción de disolución del agua subterránea y de infiltración sobre la roca carbonatada).
2. Este hueco es el que, posteriormente, quedó tapizado de cristales durante una segunda etapa de cristalización durante la cual se produjo el crecimiento de los grandes cristales de yeso en su interior.

Ambas etapas se realizan en un ambiente subacuático. La geoda estuvo inundada por el agua subterránea durante todo el proceso de su formación.

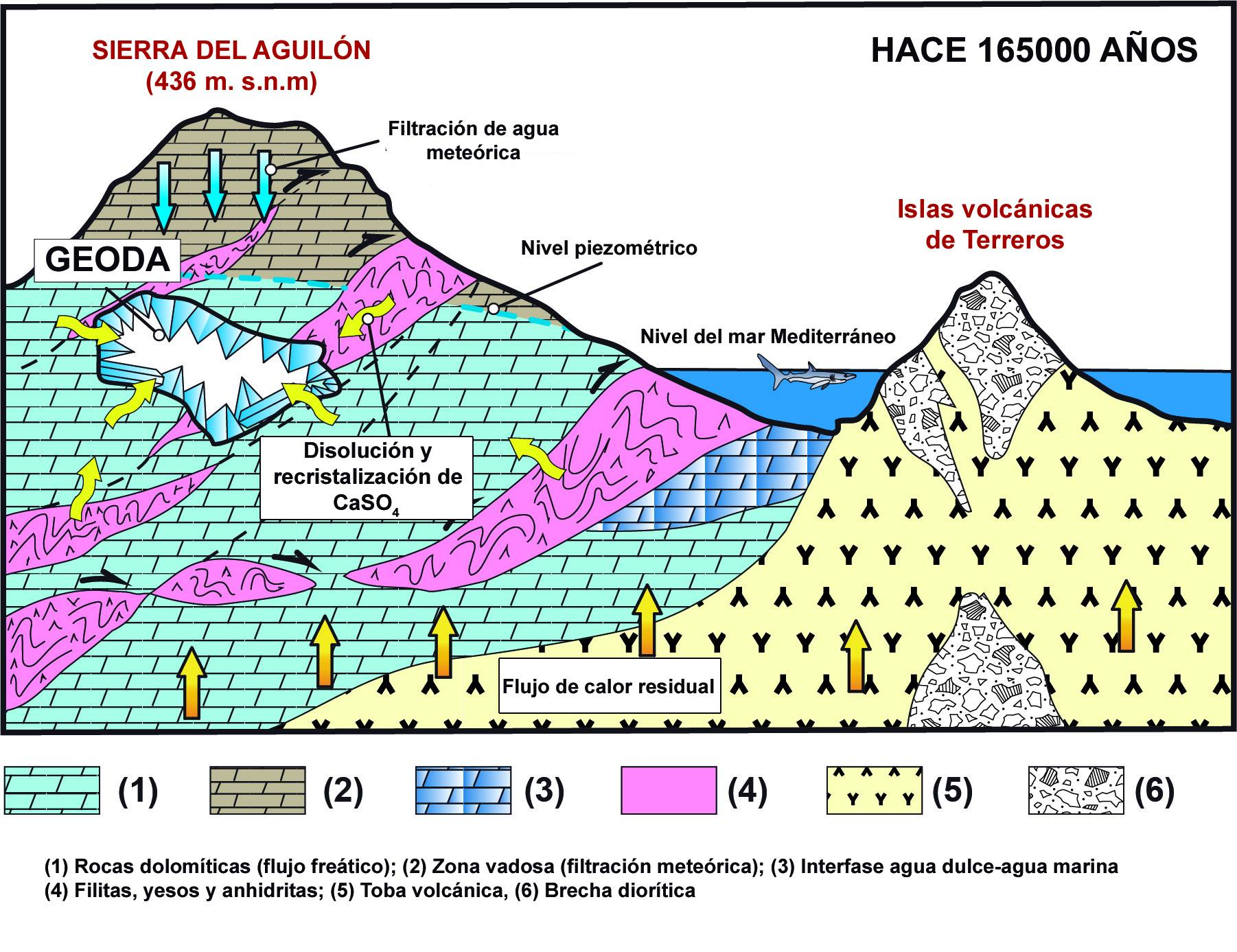
Esquema de la formación de la geoda.(Fuente J.M. Calaforra - UAL)

Recientemente, la Universidad de Almería ha datado la edad de los cristales en 165 000-60 000 años, lo que sitúa el comienzo del crecimiento de los mismos en el Pleistoceno (periodo Cuaternario).
Se debe tener en cuenta que los cristales de yeso de Mina Rica nada tienen que ver con otros yesos como las rocas evaporíticas del karst en yesos de Sorbas, formadas durante el Messiniense hace 6 millones de años, y con los que frecuentemente se suelen confundir genéticamente.

## Visitas Turísticas y Centro de visitantes

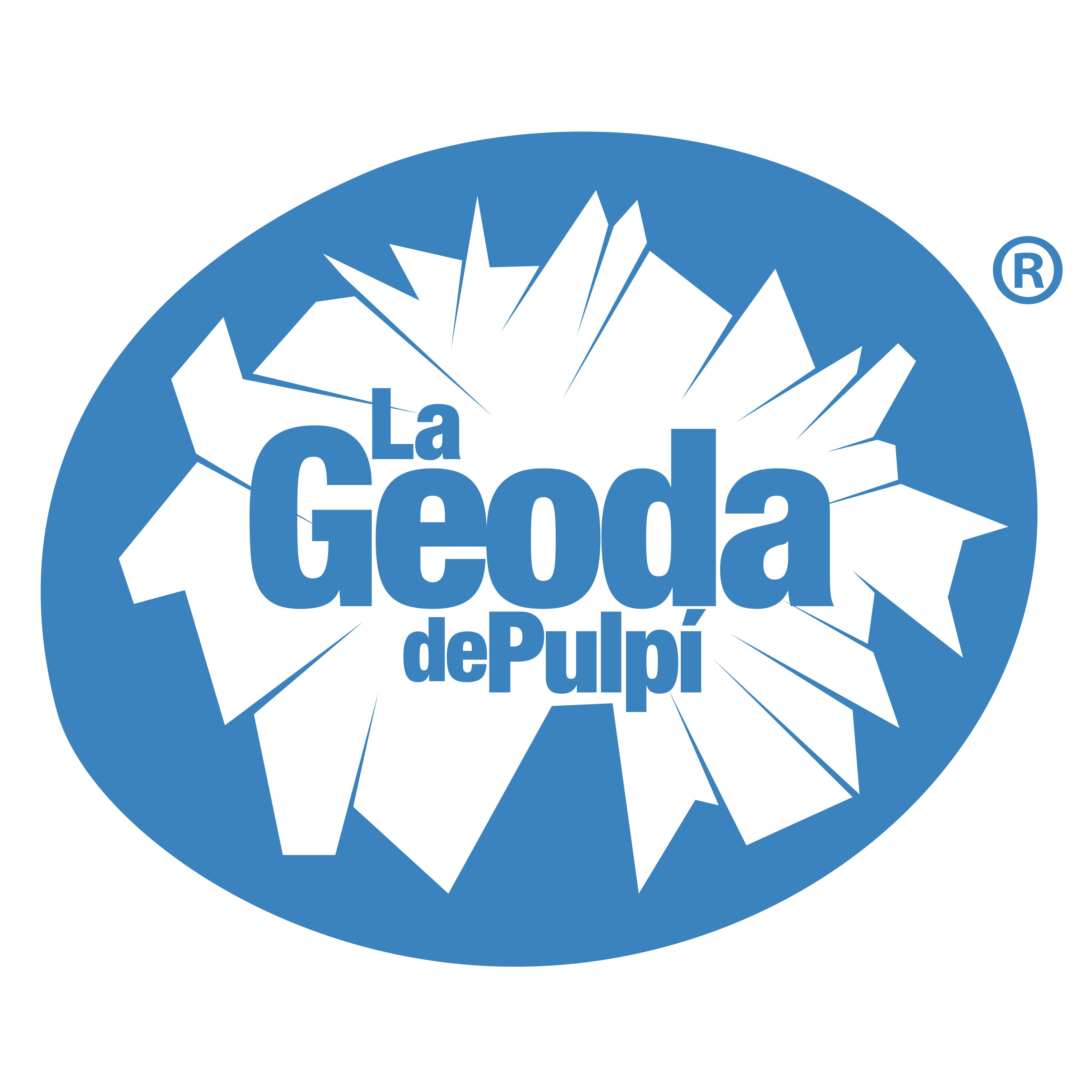
Logotipo Oficial de la Geoda de Pulpí

En 2010 se finalizaron algunos estudios para la restauración de la mina, pero fue entre 2018 y 2019 cuando se realizó la rehabilitación y limpieza de galerías además de la construcción de estructuras para facilitar el acceso a los niveles inferiores. 
La geoda abrió al público sus puertas el 5 de agosto de 2019 junto a un centro de visitantes provisional tras una inversión inicial de unos 500000 euros.
En mayo de 2020, tras la cuarentena provocada por el coronavirus, la Geoda volvió a abrir sus instalaciones mostrando al público la nueva galería "Colas de Golondrina" y el nuevo ascensor hidráulico para bajar del nivel 1 al 2 de la mina.
En marzo de 2023 se inaugura oficialmente el nuevo "Centro de Visitantes de la Geoda" con instalaciones más modernas y amplias.

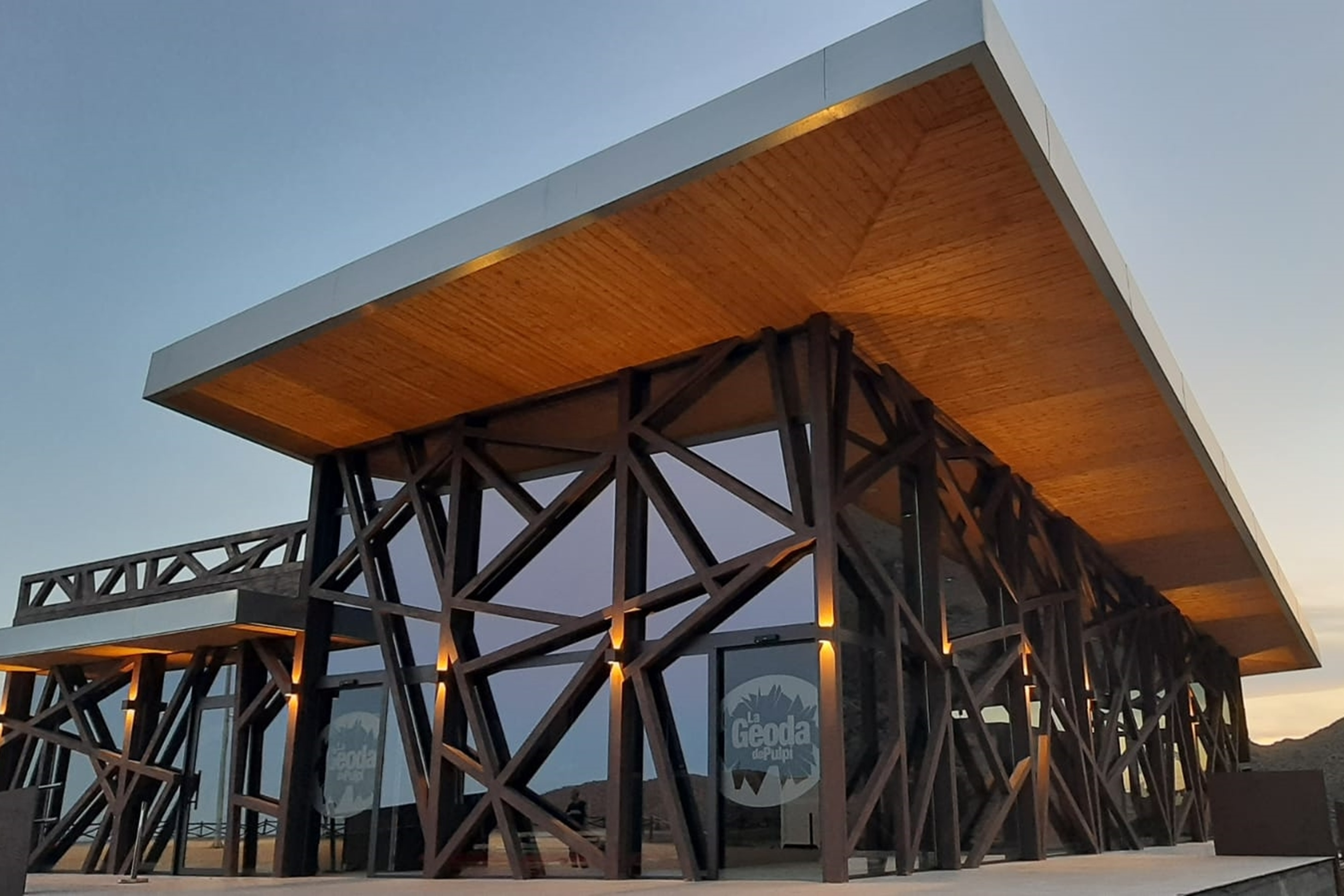
Nuevo edificio del Centro de visitantes y Tienda de recuerdos de la Geoda de Pulpí

## Reconocimientos y Premios
- Bien de Interés Cultural (BIC) - Junta de Andalucía (febrero 2004) [12]
- Declaración de Monumento Natural de Andalucía (febrero 2022) [13]
- Premio Hispania Nostra a la buenas prácticas en la conservación del patrimonio cultural y natural. (mayo 2023) [14]
- Premio a la Activación del Patrimonio Industrial Andaluz - Fundación Patrimonio Industrial de Andalucía (FUPIA). (octubre 2024) [15]
- Inclusión en la lista tentativa para ser declarada Patrimonio Natural Mundial de la UNESCO (enero 2025) [16]

## Apariciones en documentales
- El misterio de los cristales gigantes. Javier Trueba, 2010. Duración: 50 minutos.[17]
- Los secretos de la mina: la Geoda Gigante. Samuel Pérez Ávila, 2021. Duración: 45 minutos.[18][19]